# Jasarum steyermarkii
Jasarum es un género monotípico de plantas con flores de la familia Araceae. Su única especie, Jasarum steyermarkii G.S.Bunting, es originaria del norte de Sudamérica donde se distribuye por Venezuela y Guyana.
Fue descubierta en 1960, pero no fue descrita hasta 1977 debido a las dificultades de clasificación en lo que respecta a la comprensión de esta especie. Jasarum se cree que está estrechamente relacionada con el género Caladium y puede haber evolucionado de los Caladium  que  crecían en pantanos estacionales. 

## Descripción
Jasarum steyermarkii es una especie acuática que es nativa de dos cuencas de ríos en Venezuela y Guyana.  Se encuentra  en aguas negras ácidas y es  la única especie acuática sumergida en las  aráceas endémica de América del Sur. Jasarum steyermarkii tiene las hojas delgadas como cintas y pueden llegar hasta los 30 cm de longitud. Recorre la longitud de la hoja  una nervadura central clara que tiene venas situadas en ángulo recto hacia el borde de la hoja. Las espatas se producen por encima de la superficie del agua y tiene alrededor de 15 cm de largo.

## Taxonomía
Jasarum steyermarkii fue descrita por George Sydney Bunting y publicado en Acta Botanica Venezuelica 10: 264. 1975. (1977)